# Riba-roja d'Ebre
Riba-roja d'Ebre è un comune spagnolo di 1 310 abitanti situato nella comunità autonoma della Catalogna.
È famosa per la sua coltivazione di Olive della varietà Arbechina.